# قانون حماية الملكية الفكرية
قانون حماية الملكية الفكرية (أو قانون منع التهديدات الحقيقية على الإنترنت للإبداع الاقتصادي وسرقة الملكية الفكرية في 2011 أو PIPA). (باللغة الإنجليزية: The PROTECT IP Act - Preventing Real Online Threats to Economic Creativity and Theft of Intellectual Property Act of 2011 or PIPA)، المعروف أيضا باسم السيناتور بيل 968 في أو S.968، هو القانون المقترح والهادف علناً لإعطاء الحكومة الأمريكية وأصحاب حقوق التأليف والنشر أدوات إضافية للحد من الوصول إلى "المواقع المارقة مكرسة لموضوع المخالفة أو السلع المقلدة"، وخاصة تلك المسجلة خارج الولايات المتحدة وقدم مشروع القانون في 12 مايو 2011 من قبل السيناتور باتريك ليهي و11 منتم للحزبين الرئيسيين، ويقدر مكتب الميزانية في الكونغرس أن تنفيذ المشروع سيكلف الحكومة الفيدرالية 47 مليون دولار خلال عام 2016 لتغطية تكاليف تطبيق وتوظيف وتدريب 22 من وكلاء خاصة جديدة و26 من موظفي الدعم. مرت اللجنة القضائية في مجلس الشيوخ على مشروع القانون، ولكن السيناتور رون وايدن وضع رفضاً لذلك.
قانون حماية الملكية الفكرية هو إعادة كتابة لقانون مكافحة التعدي والغش على الإنترنت (COICA)، والذي فشل تمريره عام 2010، وقد تم تقديم نسخة مجلس النواب لمشروع قانون مماثل، وهو قانون وقف القرصنة على الإنترنت (SOPA) في 26 أكتوبر 2011.
وفي أعقاب احتجاجات على الإنترنت في 18 يناير 2012، في 20 يناير أعلن زعيم الأغلبية بمجلس الشيوخ هاري ريد أنه سيتم تأجيل الاستفتاء المقرر في 24 يناير.